# 德國村
德國村（英語：Hahndorf），又稱漢渡，是南澳州阿德萊德山的一個小鎮，過往曾是山區的農業集中地；現時成為熱門旅遊景點。德國村屬於白加山區議會及阿德萊德山區議會；距離阿德萊德市中心約28公里、白加山約7公里，來往前後兩地均可取道東南公路。
德國村有不少極具德式風格的木骨架（德語：fachwerk），即是將木柴利用雌雄榫連結在一起的傳統建築。此後德國村亦有許多德式餐廳。
德國村之英文地名「Hahndorf」，照字面翻譯為「雞公村」；實際是命名自第三艘抵達南澳州的移民船斑馬號丹麥籍船長漢德民（Dirk Meinerts Hahn）。德國村是澳洲現存最古老的德裔移民定居點，亦被視為德國人在南澳州的象徵。

## 早期德裔移民
英國殖民南澳時期，絕大部份移民為英國人，但亦有部份德國人。1838年12月28日，第一批德國移民乘搭斑馬號抵達密西利港（今阿德萊德港）。這批德國移民大多是來自當時普魯士王國姬（今為波蘭盧布斯卡省的畿也）的路德教徒，他們並沒有與英國移民一起在阿德萊德定居，而是遷到較為偏遠的巴羅莎山谷和德國村。其後一段時間，德國移民與英國人沒有任何交集，定居地亦未受殖民地政府有效管治直至1853年。
因應歐洲發生第一次世界大戰，1914年澳洲開始禁止德國人移民到澳洲，亦於1917年南澳州政府實施去德化政策，包括將州內超過70個德語地名改成英語。其中，德國村（德語：Hahndorf）被更名為奄堡西（英語：Ambleside），來自附近的奄堡西站。直至1935年12月12日，立法局通過南澳州命名條例，地名重新更改回Hahndorf。至今奄堡西主要對應德國村附近地區。

## 政治
德國村聯邦下議院為梅約選區，而州政府選舉則為卡霍選區。地方政府則被分為白加山區議會及阿德萊德山區議會。

## 教堂

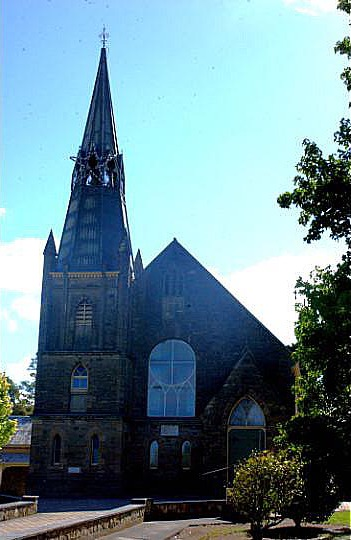
聖保羅路德教堂

德國村有兩座著名教堂，分別是聖米迦勒教堂（英語：St Michael's Lutheran Church）及聖保羅路德教堂（英語：St Paul's Lutheran Church）。聖米迦勒教堂是澳洲最古老的路德教會，建於1839年，其原址上仍設有崇拜服務。聖米迦勒教堂是澳洲路德教會的成員。1846年，因賈福國與費國克兩個牧師之間分裂，成立聖保羅路德教堂。兩間教會一直維持分裂狀態，直至1966年才有密切聯繫。

## 著名居民
- 希慎（英语：Hans Heysen）爵士：南澳州著名藝術家及慈善家，於德國村設立The Cedars畫室，直至1968年逝世。[8]
- 馬修·詹斯（英语：Matthew Jaensch）：澳大利亞澳式足球聯盟、阿德萊德澳式足球會前球員，於2016年退役。

## 圖集

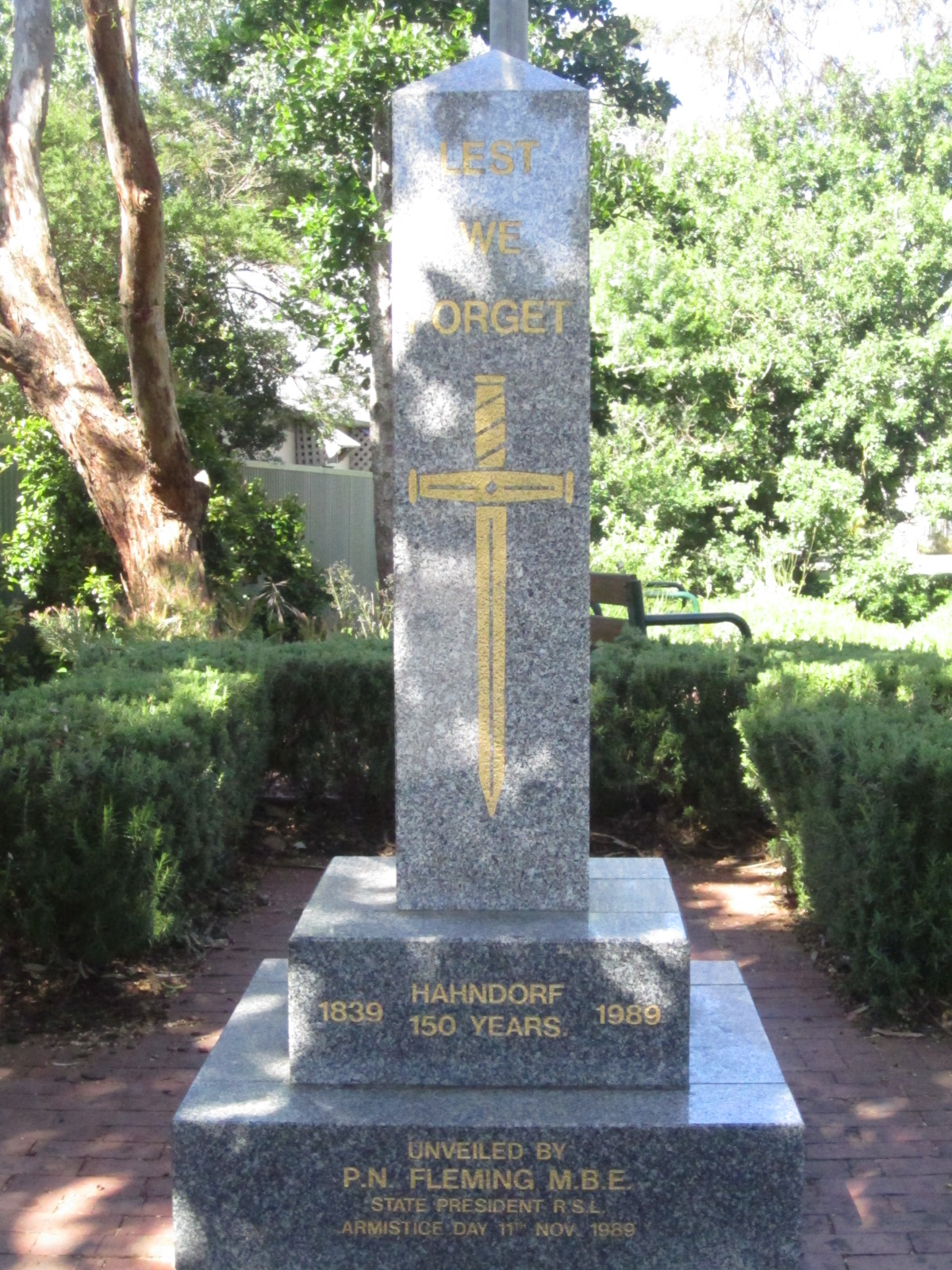
開埠150週年紀念
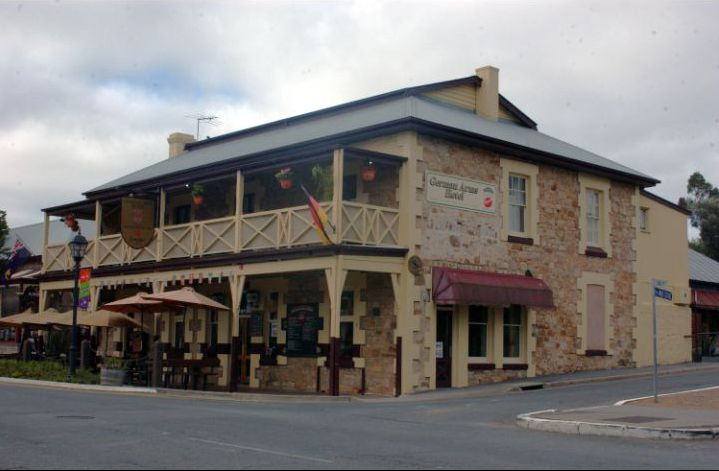
German Arms Hotel
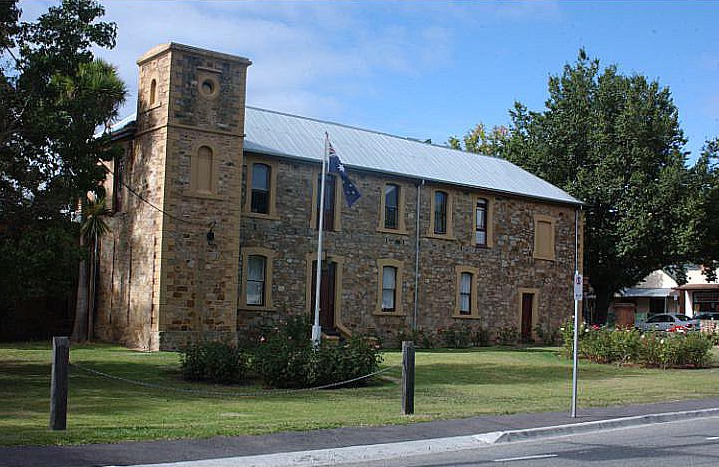
漢渡學院
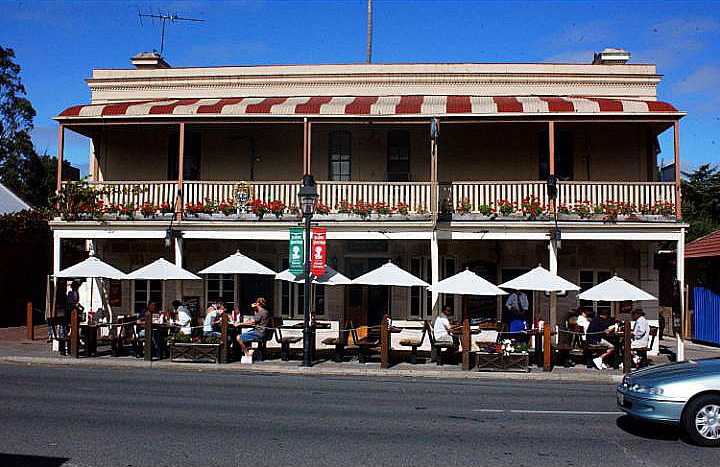
Hahndorf Inn
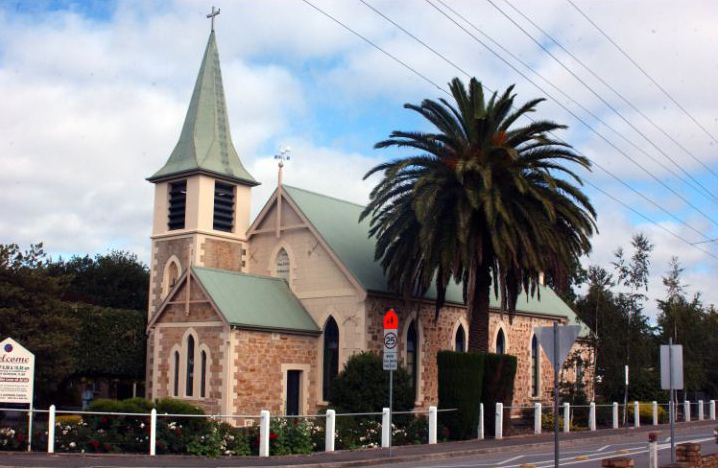
聖米迦勒教堂

## 外部連結
- Tourist Information on Hahndorf （页面存档备份，存于）
- Flinders Ranges Research – Hahndorf （页面存档备份，存于）
- Adhills – Hahndorf, South Australia （页面存档备份，存于）
- Captain Hahn's narrative of the voyage
- SA Government State Heritage Areas
- State Heritage Area – Hahndorf
- The History of Hahndorf